# Peter Ustinov
Sir Peter Alexander Freiherr von Ustinov CBE (Londres, 16 de abril de 1921 – Genolier, 28 de março de 2004) foi um ator, cineasta e escritor inglês.
Dono de uma personalidade conhecida internacionalmente, Ustinov participou de programas de entrevistas na televisão e circuitos de palestras durante grande parte de sua carreira. Intelectual e diplomata, ocupou diversos cargos acadêmicos e atuou como embaixador da boa vontade da UNICEF além de ter sido presidente do Movimento Federalista Mundial. 

## Biografia
Filho de Jona von Ustinov, um jornalista de origem russa e de Nadezhda Leontievna "Nadia" Benoisuma, pintora descendente de franceses, Peter Ustinov queria escrever peças de teatro e por isso foi estudar artes dramáticas. Aos 17 anos ele estreou como ator interpretando um personagem muitos anos mais velho.
Comediante nato, logo chamou a atenção de diretores e do público e, em 1951, recebeu sua primeira indicação ao Óscar pelo papel de Nero em Quo Vadis. Recebeu duas vezes o Oscar de melhor ator coadjuvante, a primeira em 1960 como o diretor de uma escola de gladiadores em  Spartacus e a segunda em 1965 por Topkapi. Foi indicado na categoria de Melhor Roteiro Original pela comédia  A Máquina de Fazer Milhões em 1969. Também é vencedor de três Emmys na categoria de Melhor Ator em Minissérie ou Telefilme, além de um Grammy de Melhor Álbum Infantil.
Além de atuar em mais de 60 filmes, se destacou também como dramaturgo e escritor, tendo publicado 20 livros. Em 1990 ele recebeu o título de Cavaleiro da Ordem do Império Britânico e pôde usar Sir antes do seu nome. Foi também, durante muitos anos, embaixador da Unicef.
Um dos seus papéis mais brilhantes foi interpretando Hercule Poirot, personagem dos romances de mistério de Agatha Christie.
Em 2002, Ustinov foi, pela primeira vez, a Berlim numa missão da UNICEF para visitar o círculo dos United Buddy Bears que promove um mundo mais pacífico entre as nações, culturas e religiões. Estava determinado a garantir que o Iraque também seria representado neste círculo de cerca de 140 países. Em 2003, patrocinou e abriu a segunda exposição dos United Buddy Bears em Berlim.

## Morte
Ustinov morreu em 28 de março de 2004, aos 82 anos, em uma clínica em Genolier, perto de sua casa em Bursins, na Suíça. Ele sofria de diabetes e doença cardíaca. Ele foi sepultado no Cemitério Bursins, Nyon, Vaud na Suíça.

## Imagens

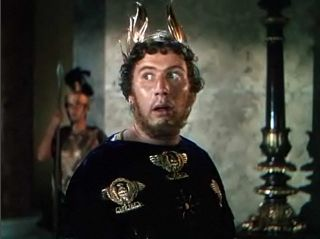
Como Nero no trailer de Quo Vadis (1951).
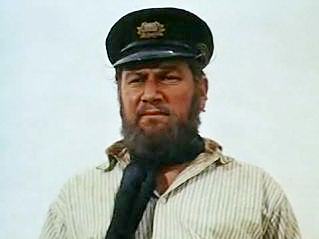
Cena de The Sundowners (1960)
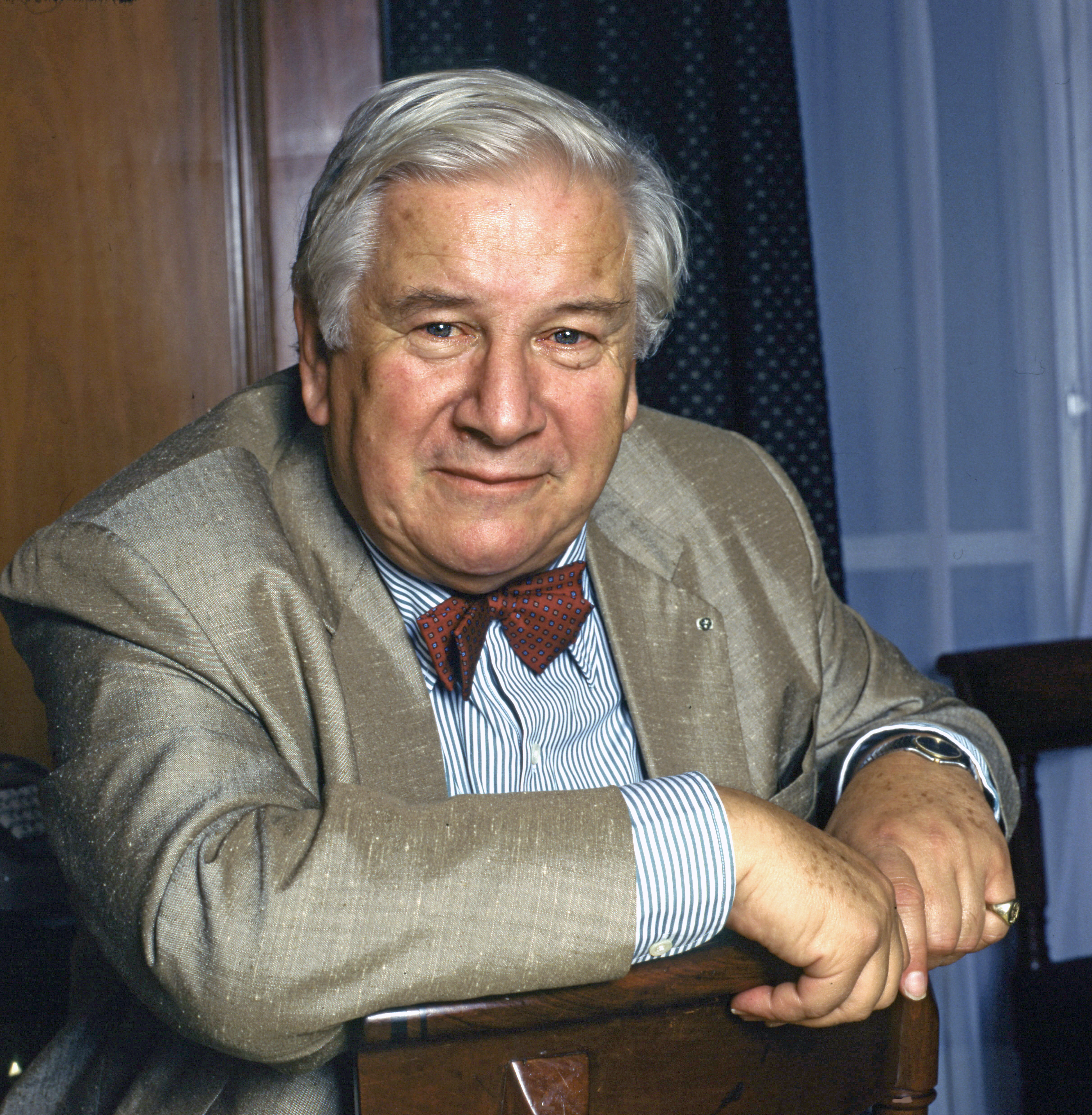
1986
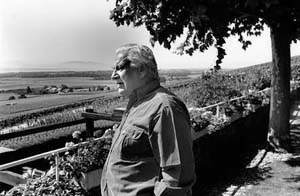
1992
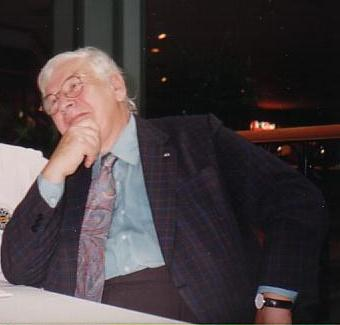
Em Brisbane, Austrália.
- Áudio: Peter Ustinov falando em espanhol.